# Domare Ti
Domare Ti (även domare Di eller domare Dee) är en fiktiv person som förekommer i ett antal detektivromaner av olika författare. Rollfiguren baseras på den verkliga personen Di Renjie (eller Ti Jen Tsié, på kinesiska: 狄仁傑), en kinesisk ämbetsman och politiker som levde åren 630–700.
Domare Ti förekom första gången i litteraturen i den kinesiska romanen Di Gong An (kinesiska: 狄公案), skriven av en okänd författare någon gång under Mingdynastin, och översatt till engelska på 1940-talet under titeln Celebrated Cases of Judge Dee av den nederländske diplomaten och författaren Robert van Gulik. Boken handlar om hur domare Ti, som är både detektiv, åklagare, jury och domare i en och samma person, löser tre mordfall.
Robert van Gulik skrev senare en serie helt egna berättelser om domare Ti, som alla utspelar sig i 600-talets Kina. Den franske författaren Frédéric Lenormand har också skrivit ett antal detektivromaner om karaktären. Domare Ti förekommer även i en del andra verk, bland annat av den kinesisk-amerikanske författaren Zhu Xiao Di.

### Okänd författare
- Celebrated Cases of Judge Dee (Di Gong An)

### Robert van Gulik
- The Chinese Maze Murders (De kinesiska labyrintmorden)
- The Chinese Bell Murders (De kinesiska klockmorden)
- The Chinese Gold Murders (De kinesiska guldmorden)
- The Chinese Lake Murders (De kinesiska sjömorden)
- The Chinese Nail Murders (De kinesiska sylmorden)
- The Haunted Monastery
- The Emperor's Pearl (Kejsarens pärla)
- The Lacquer Scree
- The Red Pavilion
- The Morning of the Monkey
- The Night of the Tiger
- The Willow Pattern (Tårpilsmotivet)
- Murder in Canton (Mord i Kanton)
- The Phantom of the Temple
- Five Auspicious Clouds
- The Red Tape Murders
- He came with the Rain
- The Murder on the Lotus Pond
- The Two Beggers
- The Wrong Sword
- The Coffins of the Emperor
- Murder on New Year's Eve
- Necklace and Calabash
- Poets and Murder

### Frédéric Lenormand
- Le château du lac Tchou-an
- La nuit des juges
- Petits meurtres entre moines
- Le palais des courtisanes
- Madame Ti mène l'enquête
- Mort d'un cuisinier chinois
- L'art délicat du deuil
- Mort d'un maître de Go
- Dix petits démons chinois
- Médecine chinoise à l'usage des assassins
- Guide de survie d'un juge en Chine
- Panique sur la Grande Muraille
- Le mystère du jardin chinois
- Diplomatie en kimono
- Thé vert et arsenic
- Un Chinois ne ment jamais

### Zhu Xiao Di
- Tales of Judge Dee

### Sven Roussel
- La Dernière Enquête du Juge Ti

### Eleanor Cooney & Daniel Altieri
- Deception
- Shore of Pearls

## Filmografi
- Judge Dee (TV-serie)
- Judge Dee and the Monastery Murders (TV-film)